# Waldemar Alcântara
José Waldemar de Alcântara e Silva, mais conhecido como Waldemar Alcântara, (São Gonçalo do Amarante, 12 de abril de 1912 — Fortaleza, 10 de dezembro de 1990) foi um médico, professor e político brasileiro, outrora governador do Ceará, estado que também representou no Congresso Nacional.

## Dados biográficos
Filho do político Raimundo Nonato da Silva e de Luísa de Alcântara e Silva. Seu pai era primo legítimo do médico e ex-deputado federal Manuel Moreira da Rocha. Portanto, Waldemar era primo em segundo grau do também ex-governador do Ceará Acrísio Moreira da Rocha.
Médico formado pela Faculdade de Medicina da Universidade Federal da Bahia em 1938, foi professor e diretor da Faculdade de Medicina da Universidade Federal do Ceará e em 1943 assumiu a chefia do Centro de Saúde de Fortaleza.
Eleito deputado estadual pelo PSD em 1947, foi signatário da Carta Magna estadual promulgada em 27 de junho daquele ano. A seguir foi escolhido primeiro vice-presidente da Assembleia Legislativa do Ceará e alcançou a primeira suplência como candidato a deputado federal em 1950. Ocupou o cargo de secretário de Educação e Saúde no Governo Raul Barbosa sendo efetivado deputado federal após a morte de Sá Cavalcanti em 1954, mesmo ano onde foi eleito deputado estadual. Presidente do diretório estadual do PSD, foi eleito suplente do senador Menezes Pimentel em 1958 e quando o Regime Militar de 1964 impôs o bipartidarismo através do Ato Institucional Número Cinco, ingressou na ARENA.
Em sua nova agremiação partidária foi eleito suplente do senador Paulo Sarasate em 1966, sendo efetivado após a morte do titular dois anos depois. Eleito vice-governador do Ceará por via indireta em 1974, assumiu o executivo estadual quando Adauto Bezerra renunciou em 1º de março de 1978.
Waldemar exerceu o Governo do Ceará entre março de 1978 e 1979. Neste período, apoiou a nomeação de seu filho, Lúcio, para Prefeito de Fortaleza. Nesta época, o cargo de prefeito da capital era de livre nomeação do governador. E, assim, Virgílio Távora realizou a nomeação em 1979.
Pai de Lúcio Alcântara e avô de Leo Alcântara, ambos políticos, sendo que o primeiro foi eleito governador do Ceará em 2002.

## Obras
Como secretário de Saúde inaugurou o Sanatório de Maracanaú em junho de 1952, além disso, construiu o Instituto do Câncer do Ceará, além de vários outros hospitais regionais, nas principais regiões do estado, hospitais de pequeno e médio portes.
Quando esteve à frente do Governo do Estado do Ceará, concluiu um grande empreendimento, o Centro de Hemoterapia do Estado do Ceará.

## Homenagens

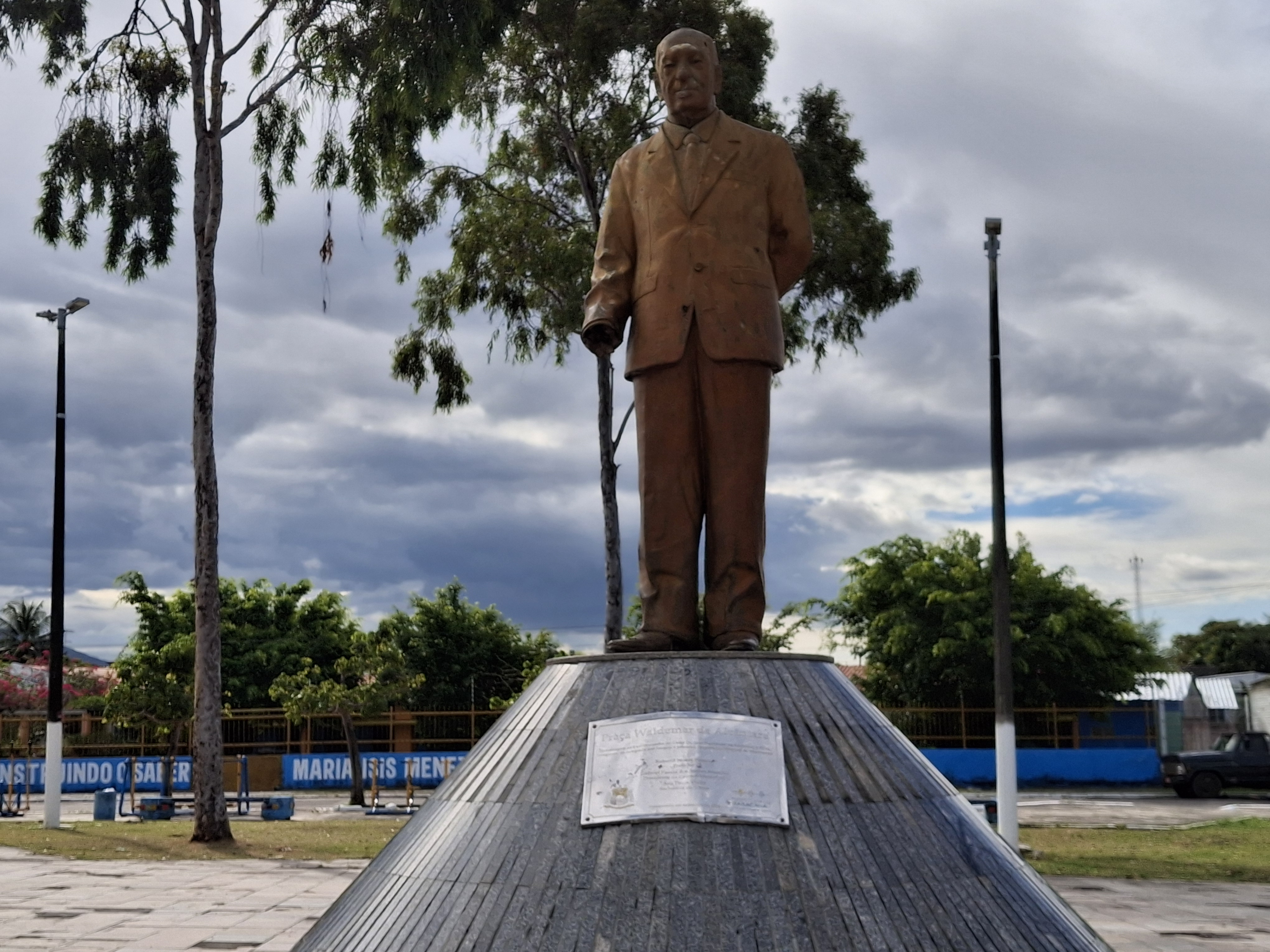
Estátua em homenagem ao médico e Governador do Ceará, localizada em Maracanaú.

- Estátua em homenagem ao médico e Governador do Ceará, localizada em Maracanaú.Recebeu o título de Doutor Honoris causa pela Universidade Federal do Ceará.[16]
- Recebeu o Troféu Sereia de Ouro em setembro de 1975,[17]
- Recebeu a Medalha do Mérito Cultural da UECE, em 1979,[18]
- Recebeu a Medalha da Abolição – do Governador Virgilio Távora, em 1980,
- O Hospital Geral Waldemar de Alcântara em Fortaleza foi nomeado em homenagem ao Governador.[19][20]
- Uma Unidade Básica de Saúde em Camocim foi nomeada em homenagem ao Governador.[21]
- Uma escola em Fortaleza foi nomeada em homenagem ao Governador.[22]
- Uma escola em Salitre foi nomeada em homenagem ao Governador.[23]
- Uma rua em Fortaleza foi nomeada em homenagem ao Governador.[24]
- Blanchard Girão escreveu um livro em homenagem ao Governador.[25]
- Uma escola em São Gonçalo do Amarante foi nomeada em homenagem ao Governador.[26]
- Um praça em Maracanaú homenageia o Governador.[27]